# 邵牧君
邵牧君（1928年12月26日—2015年6月12日），男，上海人，中国大陆翻译家，无党派人士，毕业于上海圣约翰大学文学系、清华大学。

## 生平
1928年，邵牧君出生在江苏省青浦县（今上海市）。
1939年，邵牧君在上海协进初级中学读书，1942年毕业。1942年，邵牧君在上海华德中学读书，1945年毕业。1949年，邵牧君从上海圣约翰大学文学系毕业，之后在清华大学研究生院外国语言文学系攻读，1951年毕业。大学毕业后，邵牧君担任中央电影局艺术委员会的一名翻译员。1956年，邵牧君担任中国电影出版社一名翻译员。
1978年，邵牧君担任中国电影协会外国电影部主任。1982年，邵牧君担任中国世界电影学会常务副会长。1988年，邵牧君担任中国电影协会书记处书记。

## 作品
- 《戏剧和电影的剧作理论与技巧》（劳逊）
- 《电影的本性》（德国齐格弗里德·克拉考尔）
- 《西方电影史概论》
- 《美国电影史事拾零》
- 《银海游：电影论文集》
- 《禁止放映》

## 奖项
1984年，第四届美国夏威夷国际电影节杰出贡献奖